# Чаммер унд Остен, Ганс фон
Ганс фон Чаммер унд Остен (нем. Hans von Tschammer und Osten; 25 октября 1887, Дрезден — 25 марта 1943) — нацистский партийный и государственный деятель, рейхсспортфюрер в 1933—1943 годах.

## Биография
Ганс фон Чаммер унд Остен родился в Дрездене (Саксония) в 1887 году. В 1907 году окончил Дрезденский кадетский корпус и поступил на службу в 105-й (6-й Королевский Саксонский) пехотный полк, дислоцировавшийся в Страсбурге.
Встретил начало Первой мировой войны в чине адъютанта. 4 октября 1914 года получил тяжёлое ранение в предплечье, приведшее к постоянному параличу правой руки. Позже был ещё раз ранен в Бельгии. С начала 1916 года — адъютант при правительстве провинции Лимбург, с середины того же года — офицер-порученец при командовании 3-й армией. 1 октября 1917 года переведён в главную ставку в должности офицера связи при начальнике Генерального штаба.
По окончании мировой войны Чаммер унд Остен служил в военном министерстве Саксонии до середины 1919 года. В 1920 году взял в аренду поместье Кляйн-Деса, которым управлял самостоятельно; в 1926 году срок аренды был продлён. С 1922 года занялся политикой, став вначале членом националистического Младогерманского ордена, а в конце 1929 года вступив в НСДАП. В рядах нацистской партии Чаммер унд Остен получил должность в штабе Группы «Центр» штурмовых отрядов (СА) в Дрездене. Он быстро продвигался в чинах, в январе 1931 года возглавив 103-й полк СА в Саксонском Лаузице. В марте 1932 года повышен до звания командующего Группы «Центр» (Дессау).
С 1 по 25 апреля 1933 года Чаммер унд Остен возглавлял особую комиссию Верховного командования СА по формированию добровольных полицейских отрядов при МВД Пруссии, одновременно продолжая выполнять обязанности командующего Группы «Центр» СА. В том же месяце он был избран депутатом рейхстага от Магдебургского избирательного округа. 29 апреля переведён в Берлин в Верховное командование СА, одновременно заняв пост государственного комиссара по спорту при Имперском министерстве внутренних дел, а 19 июля того же года официально назначен рейхсспортфюрером — руководителем объединения спортивных организаций Германии. С января 1934 года Чаммер унд Остен возглавлял также спортивный отдел национал-социалистической организации «Сила через радость», занимавшейся вопросами организации досуга рабочих как средства повышения морали и производительности труда.
В качестве рейхсспортфюрера Чаммер унд Остен занимался приведением спортивной жизни страны в соответствие с нацистской идеологией. При нём был взят курс на «координацию» всех видов спорта и повышение физической подготовки населения, поощрялось массовое участие в спортивных мероприятиях и внедрялись регулярные проверки на выносливость. Уровень спортивной подготовки использовался как критерий при поступлении в школы и получении аттестата зрелости, а также при приёме на некоторые виды работ за счёт меньшего внимания, уделяемого академическому образованию. Нашла своё отражение в спортивной политике ведомства Чаммера унд Остена и национальная доктрина его партии: спортсмены-евреи вначале всячески притеснялись, лишались права на пользование спортивными сооружениями и участия в одних соревнованиях с арийцами, а затем занятия спортом для евреев были полностью запрещены. Некоторые отклонения от этой политики Чаммер унд Остен, занимавший также пост председателя Олимпийского комитета Германии, сознательно допустил лишь в процессе подготовки к Олимпийским играм 1936 года, так как иначе их проведение в Германии оказывалось под вопросом.
С 23 апреля 1936 года к должностям Ганса фон Чаммера унд Остена добавился пост руководителя Имперского управления по делам спорта. К концу 1930-х годов он, однако, большей частью утратил влияние, несмотря на то, что его ведомство продолжало последовательно насаждать нацистскую идеологию в спорте. Чаммер унд Остен умер от пневмонии в марте 1943 года.

## Награды
За время военной службы Ганс фон Чаммер унд Остен был награждён Железным крестом 1-го и 2-го класса, саксонским орденом Заслуг 2-го класса с мечами, орденом Альбрехта 2-го класса с мечами и вюртембергским орденом Фридриха 2-го класса с мечами. За участие в организации Олимпийских игр 1936 года ему был вручён Немецкий Олимпийский почётный знак, за организацию Олимпийских игр награждён также латвийским орденом Трёх звёзд.